# Паризе, Зак
Закари Джастин «Зак» Паризе (англ. Zachary Justin "Zach" Parise, более точное произношение фамилии — Париcи; 28 июля 1984, Миннеаполис, Миннесота) — американский хоккеист, левый крайний нападающий клуба НХЛ «Колорадо Эвеланш». Сын канадского хоккеиста Жана-Поля Паризе.

## Биография
На драфте НХЛ 2003 года был выбран в 1-м раунде под общим 17-м номером командой «Нью-Джерси Девилз».
В составе сборной США принимал участие в чемпионатах мира по хоккею 2005, 2007 и 2008 годов, а также на Олимпийских играх в Ванкувере, где со сборной США добрался до финала соревнований, и Сочи. В финале Олимпиады 2010 забросил шайбу за 35 секунд до конца 3-го периода, сравняв счёт. Однако, американцы проиграли в овертайме. Также выступал на Кубке мира 2016.
В сезоне 2011/12 вместе с «Нью-Джерси» дошёл до финала Кубка Стэнли, в котором «Дьяволы» уступили «Лос-Анджелес Кингз» 2–4. После окончания сезона летом 2012 года на правах свободного агента перешёл в команду из своего родного штата – «Миннесота Уайлд», заключив 13-летний контракт на $ 98 млн.
7 февраля 2020 года сыграл свой 1000-й матч в НХЛ.
13 июля 2021 года генеральный менеджер «Миннесоты» Билл Герин объявил, что команда выкупит последние четыре года контрактов нападающего Зака Паризе и защитника Райана Сутера.
В сентябре 2021 года подписал контракт с «Нью-Йорк Айлендерс». По ходу сезона 2021/22 забросил свою 400-ю шайбу в НХЛ. В марте 2022 года продлил контракт с «Айлендерс» на один сезон. По итогам сезона 2022/23 вошёл в топ-150 лидеров в истории НХЛ по сыгранным матчам. Не подписал контракт ни с одним клубом НХЛ перед сезоном 2023/24, но не объявлял о завершении карьеры.
26 января 2024 года подписал однолетний контракт на 825 тыс. долларов с «Колорадо Эвеланш». 7 апреля 2024 года сыграл свой 1250-й матч в НХЛ. В регулярном сезоне 2023/24 сыграл 30 матчей и набрал 10 очков (5+5) при показателе полезности -7. Объявил, что завершит карьеру после окончания плей-офф сезона 2023/24.

## Семья
Отец Зака канадец Жан-Поль (Джей Пи) Паризе (1941—2015) более 15 лет выступал в НХЛ, играя на позиции левого крайнего, дважды участвовал в матче всех звёзд (1970 и 1973). В сезоне 1978/79 Жан-Поль был капитаном клуба «Миннесота Норт Старз». Завершил карьеру в 1979 году, сыграв 890 матчей и набрав 594 очка. В 1972 году участвовал в суперсерии Канада — СССР.
Старший брат Зака Джордан Паризе (англ. Jordan, род. 1982) также играл в хоккей на позиции голкипера. Последним его клубом был «Уилинг Нейлерз» (англ. Wheeling Nailers) из одной из низших североамериканских лиг. В НХЛ Джордан никогда не играл.

## Награды
- Участник матча молодых звёзд НХЛ (2007)
- WCHA All-Rookie Team (2003)
- WCHA First All-Star Team (2004)
- NCAA West First All-American Team (2004)
- MVP 2007(Most Valuable Player year 2007)
- Участник Матча Всех Звезд (2009)
- Серебряный призёр Олимпийских Игр в Ванкувере (2010)

## Статистика
| Легенда | Легенда                    | Легенда | Легенда                   | Легенда | Легенда    |
| ------- | -------------------------- | ------- | ------------------------- | ------- | ---------- |
| И       | Количество проведённых игр | Штр     | Штрафное время            | +/−     | Плюс-минус |
| Г       | Голы                       | П       | Голевые передачи          | О       | Очки       |
| -       | Статистика неизвестна      | —       | Статистика не учитывалась |         |            |